# أليكس شيريدان
أليكس شيريدان (بالإنجليزية: Alex Sheridan)‏ هو لاعب كرة قدم بريطاني في مركز ظهير ‏، ولد في 19 يوليو 1948 في ماذرويل ‏ في المملكة المتحدة. لعب مع برايتون أند هوف ألبيون.